# Deux Jeunes Phoques sur un rivage
Deux Jeunes Phoques sur un rivage est un tableau réalisé par le peintre flamand Paul de Vos vers 1650. Cette huile sur toile est une peinture animalière qui représente deux jeunes phoques sur une grève encombrée de mollusques, avec à l'arrière-plan des collines d'où dépasse la flèche d'une église. Léguée par Jean Gigoux en 1894, l'œuvre est conservée au musée des Beaux-Arts et d'Archéologie de Besançon, à Besançon, dans le Doubs en France.